# Lichnanthe albipilosa
Lichnanthe albipilosa es una especie de coleóptero de la familia Glaphyridae.

## Distribución geográfica
Habita en California (Estados Unidos).